# Sphaeroidina
Sphaeroidina es un género de foraminífero bentónico de la familia Sphaeroidinidae, de la superfamilia Discorboidea, del suborden Rotaliina y del orden Rotaliida. Su especie tipo es Sphaeroidina bulloides. Su rango cronoestratigráfico abarca desde el Eoceno hasta la Actualidad.

## Clasificación
Sphaeroidina incluye a las siguientes especies:
- Sphaeroidina bulloides
  - Sphaeroidina bulloides profunda
  - Sphaeroidina bulloides quinqueloba
- Sphaeroidina ciperana
- Sphaeroidina compacta
  - Sphaeroidina compacta guadalupensis
- Sphaeroidina compressa
- Sphaeroidina immaturata
- Sphaeroidina japonica
- Sphaeroidina nitida
- Sphaeroidina variabilis
- Sphaeroidina zobeleini

Otras especies consideradas en Sphaeroidina son:
- Sphaeroidina antarctica, de posición genérica incierta
- Sphaeroidina austriaca, considerado sinónimo posterior de Sphaeroidina bulloides
- Sphaeroidina corticata, aceptado como Rugidia corticata
- Sphaeroidina dehiscens, aceptado como Sphaeroidinella dehiscens
- Sphaeroidina simplex, de posición genérica incierta